# Leyla Assaf-Tengroth
Leyla Assaf-Tengroth (en arabe : ليلى عساف-تانجروث), née Leyla Thérése Assaf le 27 juin 1946 à Beyrouth, est une cinéaste, écrivaine et journaliste  libanaise qui vit en Suède. Elle a réalisé de nombreux documentaires, la plupart pour la télévision publique scandinave (SVT, NRK, DR), et elle est la réalisatrice du film de fiction primé Le Gang de la liberté (en arabe : Al-Sheikha) en 1994. Une grande partie de son travail porte sur des questions telles que la pauvreté dans le monde, la position des femmes dans différentes cultures et la situation politique et sociale des pays du Proche-Orient et d'Afrique,,.

## Biographie
Leyla Assaf-Tengroth est née à Liban, dans une famille maronite. A 19 ans elle s'est mariée à un Suédois engagé dans les forces des Nations unies et elle a émigré en Suède, où elle a passé grande partie de sa vie adulte.
En 1976, elle réalise 3 courts métrages pour les Nations Unies et à partir de 1978  commence à collaborer avec la chaîne de télévision suédoise SVT. En 1984, Assaf-Tengroth, qui vivait en Guinée-Bissau depuis 4 ans, réalise le documentaire Vår gud är en kvinna (Notre dieu est une femme) sur une société matriarcale dans les îles Bijagós. Le documentaire a été vendu à 60 chaînes de télévision différentes à travers le monde.
En 1994, elle tourne son premier film de fiction Al-Sheikha, Le Gang de la liberté, fondé sur l'histoire vraie d'une jeune fille libanaise de 10 ans qui dirigeait une bande criminelle. Le film a été un succès commercial majeur au Liban et a remporté le prix spécial du jury au Festival international du film indien en 1996, tandis que l'actrice principale, Rim Al Hamad, a remporté le prix Nagib Mahfouz de la meilleure actrice. En Suède, cependant, le film a reçu des critiques mitigées,. En 2002, la réalisatrice retrouve la protagoniste Rim, mariée depuis 13 ans, et réalise le documentaire Huvudrollen. Après six ans, elle réalise un nouveau documentaire Inte som min syster (Pas comme ma sœur) centré sur Dalida, la sœur cadette de Rim, qui a refusé de se marier contre sa volonté,.
Après trois ans de tournage au Liban, Leyla Assaf-Tengroth termine en 2011 le documentaire Kampen för en ny chans ! (Combattez pour une nouvelle chance), qui suit une famille chrétienne d'Irak réfugiée au Liban. Avec ce film, la réalisatrice a voulu attirer l'attention sur les persécutions à l'encontre des chrétiens d'Irak, où selon elle la présence de la communauté chrétienne était menacée,.
En 2013 est sorti le documentaire Kvinnornas ö (L'Île des femmes) dans lequel la réalisatrice revient aux îles Bijagós deux décennies après les événements évoqués dans Vår gud är en kvinna. Les structures sociales ont beaucoup changé et la société s'est modernisée : de nombreux jeunes hommes ont fui vers les villes et les hommes jouent au football au lieu de danser des danses traditionnelles pour attirer les femmes. Malgré cela, il y avait encore des gens qui respectaient les anciennes traditions. Le film suit Elisa, une jeune mère célibataire qui souhaite épouser un garçon malgré la désapprobation de sa mère,.
Le 2015, Leyla Assaf-Tengroth fit à nouveau un documentaire sur la famille de Rim, intitulé Rim och hennes systrar (Rim et ses sœurs), qui narre les péripéties de la famille lors de la guerre en Syrie,.

## Films (sélection)[4],[12]
- 1984 : Vår gud är en kvinna
- 1985 : Före katastrofen
- 1986 : En 12-årig svensk flicka i Angola
- 1988 : Martyrer
- 1991 : Amelia
- 1991 : Flykten
- 1994 : Al-Sheikha, Le Gang de la liberté, Frihetsligan
- 2002 : Huvudrollen
- 2008 : Inte som min syster
- 2011 : Kampen för en ny chans!
- 2013 : Kvinnornas ö
- 2015 : Rim och hennes systrar

## Ouvrages[13]
- 1989 : Jag är martyr  (Je suis un martyr), avec Bo Bjelfvenstam
- 1992 : Libanon : "Vita berget" (La Montagne blanche) avec Bo Bjelfvenstam
- 1994 : Gravitation : berättelser orme att bli stor (des histoires pour grandir) recueil de contes de plusieurs auteurs
- 1997 : Den vackra Radha, théâtre
- 2001 : Tredje novellboken, recueil de contes de plusieurs auteurs